# Un om trece prin zid
Un om trece prin zid (în germană Ein Mann geht durch die Wand) este un film comic german produs în 1959 în regia lui Ladislao Vajda. Filmul este o inspirație după nuvela Le Passe Muraille scrisă de Marcel Aymé. Prin anii 1970, filmul a fost prezentat pe marile ecrane și de televiziunea din România.

## Rezumat
Micul funcționar de stat Buchsbaum este de fapt un om mulțumit cu situația lui în societate. Până într-o bună zi vine noul său șef Pickler, care începe să-i caute nod în papură și să-l terorireze. Necăjit de întorsătura lucrurilor, Buchsbaum se plânge fostului său profesor, care ascultă mirat că elevul lui preferat a ajuns numai un funcționar de clasa a treia. Profesorul îl încurajează cu cuvintele „pentru cei buni și temerari nu există pereți sau bariere care să-i poată opri”.
Ajuns seara acasă, se produce un scurtcircuit și rămâne în întuneric. Căutând ușa de la intrare, se trezește în mod inexplicabil în casa scărilor. După o perioadă de buimăceală își dă seama uluit că a ieșit prin zid din locuință. Dorește să scape de această pacoste, dar nu-l ajută nici medicamentele prescrise de doctor.
La serviciu șeful său grosolan îl trimite la munca de jos și anume să facă ordine în arhivă. Supărat, Buchsbaum se urcă pe scaun și scoate capul prin zid în biroul șefului spunându-i în mod deschis șefului îngrozit părerea lui despre el. La scurt timp sosește mașina salvării pentru a-l duce pe Pickler la balamuc.
Buchsbaum are o nouă vecină, Yvonne Steinerse, o profesoară de pian de care se îndrăgostește, dar ea are probabil un prieten. Dezamăgit, Buchsbaum se hotărăște să devină un om bogat și, mulțumită darului său de a traversa zidurile, fură un milion de la bancă și ajunge în detenție. Zidurile închisorii nu-i provoacă probleme, el părăsește și se reîntoarce în pușcărie după dorință.
În cele din urmă Buchsbaum este reabilitat iar după ce o sărută pe vecină, care-l simpatizează, obsearvă că și-a pierdut darul de a putea trece prin zid.

## Distribuție
- Heinz Rühmann: Buchsbaum
- Nicole Courcel: Yvonne Steiner
- Anita von Ow: Marianne Steiner
- Rudolf Rhomberg: zugravul
- Rudolf Vogel: Fuchs - lingușitorul
- Hubert von Meyerinck: Șeful Pickler
- Peter Vogel: Hirschfeld intrigantul
- Elfie Pertramer: Frau Stiegler
- Karl Lieffen: Herr Hintz
- Ernst Fritz Fürbringer: Medic
- Hans Leibelt: fostul șef Holtzheimer
- Fritz Eckhardt: Directorul închisorii
- Hans Pössenbacher: Herr Blum
- Lina Carstens: Frau Höppke - eine alte Frau
- Karl Michael Vogler: tânărul elegant
- Henry Vahl: fostul profesor al lui Buchsbaum
- Günter Gräwert: Hendel cel vesel
- Werner Hessenland: vânzător
- Georg Lehn: un om
- Dietrich Thoms: Inspector Klaus

## Alte adaptări
Nuvela a fost ecranizată de două ori și în Franța cu titlul (Le Passe-muraille), în 1951 de regizorul Jean Boyer cu Bourvil în rolul lui Léon Dutilleul, iar în 1977, de către regizorul Pierre Tchernia avându-l pe Michel Serrault în rolul principal.